# Rylskov Kirke
Rylskov Kirke (på tysk Michaeliskirche) er en kirke beliggende i landsbyen Rylskov ved Masbøl få kilometer øst for Flensborg i Angel (Sydslesvig) i den nordtyske delstat Slesvig-Holsten. Kirken er viet til ærkeenglen Mikael. Den er sognekirke i Rylskov Sogn.
Kirken opstod formodentlig som filialkirke til Husby Kirke. Den blev opført på en lille bakke øst for landsbyen tæt på den tidligere kultsted Helledal. Kirken er opført af kampesten og mursten med tårn af hugne kvadersten. Kor og skib blev opført i begyndelsen af 1200-tallet af teglsten. Omkring 1400 blev kirkeskibet ombygget. Apsis blev fjernet og korets gavl opmuret som østvæggen. Efter reformationen blev de små vinduer udskiftet med store med det formål at skabe mere lys i kirkerummet. I sydmuren ses endnu spor af rundbuede vinduer. Tårnet kom til i 1779. Våbenhuset blev tilbygget i 1790. Kirkens indre er præget af loftmalerier fra baroktiden. Kirkens ældste inventar er døbefonten fra 1200-tallet, som stammer fra Fyn. På skibets nordvæg ses Skt. Mikael som dragedræber. Lysekronen og krucifikset er fra 1400-tallet. Prædikestolen med lydhimmel dateres til 1642. Den er udført i renæssance-stil. Prædikestolen er smykket med et maleri fra år 2000 udført af den danske kunstner Steen Lundström. Orgelpulpituret er fra 1643.
I årene før den 2. Slesvigske krig var kirkesproget blandet dansk-tysk. Menigheden i Rylskov Sogn er i 2007 slået sammen med nabo-menigheden i Hyrup til en ny fælles menighed med omtrent 1600 smedlemmer. Den hører under den nordtyske lutherske kirke.
- Rylskov Kirke og kirkegården
- Rylskov Kirkes kirkeskib
- Prædikestolen
- Døbefonten
- Lys og loftsbemalingen